# 매들린 캐럴 (1906년)
매들린 캐럴(Madeleine Carroll, 1906년 3월 18일 ~ 1987년 10월 2일)은 잉글랜드의 배우이다. 1943년 미국 국적을 취득하였다.

## 출연 작품
- 더 팬 (1949)
- 마이 페이버릿 브론드 (1942)
- 북서 기마 순찰대 (1940)
- 봉쇄 명령 (1938)
- 온 더 에비뉴 (1937)
- 젠다성의 포로 (1937)
- 로이드의 런던 (1936)
- 장군 새벽에 죽다 (1936)
- 비밀첩보원 (1936)
- 39 계단 (1935)
- 아메리칸 프리즈너 (1929)
- 더 퍼스트 본 (1928)